# Villers-Chief
Villers-Chief är en kommun i departementet Doubs i regionen Bourgogne-Franche-Comté i östra Frankrike. Kommunen ligger i kantonen Pierrefontaine-les-Varans som tillhör arrondissementet Pontarlier. År 2022 hade Villers-Chief 142 invånare.

## Befolkningsutveckling
Antalet invånare i kommunen Villers-Chief
Referens:INSEE